# Astrid Kuhlmann
Astrid Kuhlmann (* 1967) ist ein ehemaliges deutsches Fotomodell sowie Schönheitskönigin.
Ende 1992 wurde die 25-jährige Sekretärin als Miss Bayern in Berlin zur Miss Germany 1992/93 gekürt. Die Wahl wurde im ZDF-Studio aufgezeichnet. Gunther Emmerlichs Sendung Gunther und drüber war der Rahmen dieser Wahl. Die Aufzeichnung hatte eine Einschaltquote von 11 Millionen Zuschauern.  
Die Siegerin sollte 1993 an der Wahl zur Queen of the World teilnehmen, der Wettbewerb fand jedoch nicht statt.